# Drzewo nasienne
Drzewo nasienne, drzewo doborowe – drzewo rodzimego pochodzenia, wyróżniające się w drzewostanie nasiennym najkorzystniejszymi cechami hodowlanymi: gonną budową prostego, oczyszczonego pnia, dobrze ulistnioną i długą korony, dużą zdrowotnością, stosunkowo szybkim przyrostem, o pełnej zdolności do kwitnienia i obradzania nasion.
Cel hodowlany stawiany przed nowym pokoleniem pochodzącym z drzew doborowych, szczegółowo determinuje cechy brane pod uwagę przy ich wyznaczaniu. Przykładowo pożądany rysunek drewna brzozy karelskiej jest sprzężony genetycznie ze słabym wzrostem drzew. Z licznego potomstwa z cechą główną, wybiera się drzewa silniej rosnące. Z punktu widzenia tartacznictwa drzewa nie powinny mieć krzywizn, dużych sęków, i innych wad budowy drewna. Innymi przykładami są wyselekcjonowane drzewa, które w drzewostanie poddanym naturalnym czynnikom niszczącym (huba korzeniowa, kornik drukarz, śniegołomy, przymrozki, zalewanie - powódź) zachowały wyraźnie większą żywotność i odporność niż pozostałe drzewa. 
Drzewa doborowe wybiera się do tak zwanej selekcji indywidualnej (pozyskiwanie zrazów, zbiór nasion). Wpisane jest do Krajowego Rejestru Drzew Doborowych. Na gruncie jest oznakowane żółtą opaską oraz numerem ewidencyjnym.

## Literatura
- Zeszyt 51 Postępy techniki w leśnictwie. Problematyka genetyki i selekcji drzew leśnych. SITLiD - Warszawa, Świat 1992.
- Maciej Giertych, Doskonalenie składu genetycznego populacji drzew leśnych, SGGW, Warszawa 1989.
- Sławomir Hejmanowski, Plantacyjna uprawa drzew, SGGW, Warszawa 1989.
- Mała encyklopedia leśna, PWN, Warszawa 1991, ISBN 83-01-08938-5;